# 迪沃
迪沃是西非國家科特迪瓦的城鎮，也是南邦達馬區的首府，位於該國南部，是該區咖啡和可可的貿易中心，鎮上有機場設施，2010年人口139,865。